# Campeonato Maranhense de Futebol Feminino de 2019
O Campeonato Maranhense de Futebol Feminino de 2019 foi uma competição de futebol feminino organizada pela Federação Maranhense de Futebol. O campeão Juventude Timonense ganhou o direito de representar o estado do Maranhão no Brasileiro Feminino Série A2 de 2020.
Para este ano, a Federação organizou o campeonato por etapas, com o objetivo de fomentar a modalidade. A primeira etapa foi disputada na região do Alto Turi e serviu como seletiva para a segunda etapa, que foi totalmente realizada na capital São Luís e decidiu o campeão estadual.

## Etapa I - Alto Turi

### Regulamento
Na primeira fase, as 6 associações participantes foram divididas em dois grupos. As equipes se enfrentaram dentro de seus grupos em turno e returno. Classificaram-se para a fase final as duas melhores equipes de cada grupo, que fizeram as semifinais também em duas partidas. Os vencedores das semifinais se enfrentaram para decidir o campeão da etapa, também em dois jogos.

### Participantes
| Equipe            | Cidade                  |
| ----------------- | ----------------------- |
| Centro Novo       | Centro Novo do Maranhão |
| Maracaçumé        | Maracaçumé              |
| Maranhãozinho     | Maranhãozinho           |
| Nova Olinda       | Nova Olinda do Maranhão |
| Nunes Freire      | Governador Nunes Freire |
| Santa Luzia Paruá | Santa Luzia do Paruá    |

### Primeira fase
Grupo A
| Pos | Equipes           | Pts | J | V | E | D | GP | GC | SG |
| --- | ----------------- | --- | - | - | - | - | -- | -- | -- |
| 1º  | Maranhãozinho     | 8   | 4 | 1 | 3 | 0 | 9  | 6  | +3 |
| 2º  | Santa Luzia Paruá | 7   | 4 | 2 | 1 | 1 | 7  | 7  | 0  |
| 3º  | Nova Olinda       | 1   | 4 | 0 | 2 | 2 | 6  | 9  | -3 |

|                   | MAR | NOL | SLP |
| ----------------- | --- | --- | --- |
| Maranhãozinho     | —   | WO  | 1–1 |
| Nova Olinda       | 4–4 | —   | 1–2 |
| Santa Luzia Paruá | 1–4 | 3–1 | —   |

Grupo B
| Pos | Equipes      | Pts | J | V | E | D | GP | GC | SG |
| --- | ------------ | --- | - | - | - | - | -- | -- | -- |
| 1º  | Nunes Freire | 5   | 4 | 1 | 2 | 1 | 9  | 7  | +2 |
| 2º  | Centro Novo  | 5   | 4 | 1 | 2 | 1 | 6  | 8  | -2 |
| 3º  | Maracaçumé   | 4   | 4 | 0 | 4 | 0 | 7  | 7  | 0  |

|              | CEN | MRC | NUN |
| ------------ | --- | --- | --- |
| Centro Novo  | —   | 1–1 | 2–1 |
| Maracaçumé   | 2–2 | —   | 3–3 |
| Nunes Freire | 4–1 | 1–1 | —   |

### Fase final
|  | Semifinais        | Semifinais   | Semifinais | Semifinais |   |               | Final | Final | Final | Final |
|  |                   |              |            |            |   |               |       |       |       |       |
|  | Maranhãozinho     | 5            | 4          | 9          |   |               |       |       |       |       |
|  | Centro Novo       | 0            | 1          | 1          |   |               |       |       |       |       |
|  | Centro Novo       | 0            | 1          | 1          |   | Maranhãozinho | 0     | 2     | 2     |       |
|  |                   |              |            |            |   | Maranhãozinho | 0     | 2     | 2     |       |
|  |                   | Nunes Freire | 0          | 1          | 1 |               |       |       |       |       |
|  | Nunes Freire      | Nunes Freire | 0          | 1          | 1 | 2             | 1     | 3     |       |       |
|  | Nunes Freire      |              |            |            |   | 2             | 1     | 3     |       |       |
|  | Santa Luzia Paruá | 1            | 1          | 2          |   |               |       |       |       |       |

Maranhãozinho e Nunes Freire, campeão e vice respectivamente, avançam à Etapa II.

## Etapa II - Finais

### Regulamento
Na primeira fase, as 6 associações participantes foram divididas em dois grupos. As equipes se enfrentaram dentro de seus grupos em jogos de ida. Classificaram-se para a fase final as duas melhores equipes de cada grupo, que fizeram as semifinais em partida única. Os vencedores das semifinais se enfrentaram na final, também em jogo único. Em caso de empate nessa partida, a decisão seria em cobrança de pênaltis.

### Participantes
| Equipe              | Cidade                  |
| ------------------- | ----------------------- |
| Chapadinha          | Chapadinha              |
| Boa Vontade         | São Luís                |
| Viana               | Viana                   |
| Nunes Freire        | Governador Nunes Freire |
| Maranhãozinho       | Maranhãozinho           |
| Juventude Timonense | Timon                   |

### Primeira fase
| Pos | Equipes       | Pts | J | V | E | D | GP | GC | SG |
| --- | ------------- | --- | - | - | - | - | -- | -- | -- |
| 1º  | Boa Vontade   | 4   | 2 | 1 | 1 | 0 | 6  | 1  | +5 |
| 2º  | Chapadinha    | 2   | 2 | 0 | 2 | 0 | 2  | 2  | 0  |
| 3º  | Maranhãozinho | 1   | 2 | 0 | 1 | 1 | 1  | 6  | -5 |

| Pos | Equipes             | Pts | J | V | E | D | GP | GC | SG |
| --- | ------------------- | --- | - | - | - | - | -- | -- | -- |
| 1º  | Juventude Timonense | 6   | 2 | 2 | 0 | 0 | 3  | 0  | +3 |
| 2º  | Viana               | 3   | 2 | 1 | 0 | 1 | 0  | 3  | -3 |
| 3º  | Nunes Freire1       | 0   | 2 | 0 | 0 | 2 | 0  | 0  | 0  |

#### Jogos
1ª rodada
| 15 de novembro | Maranhãozinho | 1 – 1 | Chapadinha | Estádio Guioberto Alves, São Luís |
| 18:00          |               |       |            |                                   |

| 23 de novembro | Juventude Timonense | 3 – 0 | Viana | Campo Eucalipto, São Luís |
| 15:00          |                     |       |       |                           |

2ª rodada
| 17 de novembro | Boa Vontade | 5 – 0 | Maranhãozinho | Fecurão, São Luís |
| 15:30          |             |       |               |                   |

| 24 de novembro | Viana | W.O | Nunes Freire |  |
|                |       |     |              |  |

3ª rodada
| 20 de novembro | Chapadinha | 1 – 1 | Boa Vontade | Estádio Guioberto Alves, São Luís |
| 18:00          |            |       |             |                                   |

| 25 de novembro | Nunes Freire | O.W | Juventude Timonense |  |
|                |              |     |                     |  |

### Fase final
|  | Semifinais          | Semifinais          | Semifinais          |                     |             | Final       | Final | Final |  |
|  |                     |                     |                     |                     |             |             |       |       |  |
|  | Boa Vontade         | Boa Vontade         | 1                   |                     |             |             |       |       |  |
|  | Boa Vontade         | Boa Vontade         | 1                   |                     |             |             |       |       |  |
|  | Viana               | Viana               | 0                   |                     |             |             |       |       |  |
|  | Viana               | Viana               | 0                   |                     | Boa Vontade | Boa Vontade | 0     |       |  |
|  |                     |                     |                     |                     | Boa Vontade | Boa Vontade | 0     |       |  |
|  |                     |                     | Juventude Timonense | Juventude Timonense | 2           |             |       |       |  |
|  | Juventude Timonense | Juventude Timonense | Juventude Timonense | Juventude Timonense | 2           | 2           |       |       |  |
|  | Juventude Timonense | Juventude Timonense |                     |                     |             |             |       |       |  |
|  | Chapadinha          | Chapadinha          | 1                   |                     |             |             |       |       |  |

Semi-finais
| 1 de dezembro | Boa Vontade | 1 – 0  | Viana | Fecurão, São Luís |
| 15:30         | Maiza 81'   | Súmula |       |                   |

| 7 de dezembro | Juventude Timonense    | 2 – 1  | Chapadinha | Campo Eucalipto, São Luís |
| 18:00         | Ana 65' · Thamires 65' | Súmula | 21' Lia    |                           |

Final
| 20 de dezembro | Boa Vontade | 0 – 2 | Juventude Timonense | Castelão, São Luís |
| 19:00          |             |       | 58' 83' Thamires    |                    |

## Premiação
| Campeonato Maranhense Feminino de 2019   |
| ---------------------------------------- |
| Juventude Timonense Campeão (1.º título) |